# Aeroport Internacional Hartsfield-Jackson
L'Aeroport Internacional Hartsfield-Jackson (codi IATA: ATL; codi ICAO: KATL) (en anglès: Hartsfield-Jackson International Airport) o conegut localment com a Aeroport d'Atlanta, Aeroport Hartsfield i Hartsfield-Jackson, es troba 11 quilòmetres al sud del districte financer d'Atlanta, Georgia, Estats Units. És l'aeroport més important del món per trànsit de passatgers, així com per aterratges i enlairaments.
L'aeroport és el principal centre de connexions de Delta Air Lines, GeorgiaSkies, AirTran Airways i Delta Connection agrupades sota el nom de Shuttle America i la subsidiària de Delta Connection, Atlantic Southeast Airlines. El centre de connexions de Delta és el més gran del món i amb aquesta aerolínia van volar el 55,4% dels passatgers de l'aeroport el 2008, amb AirTran ho feren el 19,27% i amb Atlantic Southeast Airlines, el 12,94%.
L'aeroport té 151 portes nacionals i 28 d'internacionals.
El Hartsfield-Jackson va mantenir la seva classificació com l'aeroport amb més trànsit el 2009, tant en termes de passatgers com en vols, atenent un total de 90 milions de viatgers i 978.824 vols. Molts dels vols són nacionals, amb origen i destinació als Estats Units, ja que Atlanta serveix com a punt de transferència per a vols des d'i cap a ciutats petites del Sud dels Estats Units.
L'Aeroport Internacional Hartsfield-Jackson té servei internacional cap a Amèrica del Nord, Amèrica del Sud, Amèrica Central, Europa, Àsia i Àfrica. Com a passarel·la internacional cap als Estats Units, el Hartsfield-Jackson es troba en el setè lloc mentre que el primer és l'Aeroport Internacional John F. Kennedy de Nova York.
Malgrat tot, l'aeroport s'està convertint també en una important porta d'entrada per a enllaços de passatgers a vols cap a altres països. El 2008, l'Aeroport d'Atlanta va veure créixer el trànsit internacional en un 3,18 per cent sobre l'any anterior. Més de 4,6 milions de passatgers van embarcar en vols internacionals al Hartsfield-Jackson el 2008.
A l'aeroport s'hi pot arribar amb el MARTA.

## Instal·lacions

### Pistes d'aterratge
Atlanta té cinc pistes, totes paral·leles, alineades d'est a oest. 8L/26R i 8R/26L estan al nord de l'àrea de la terminal i 9L/27R, 9R/27L i 10/28 estan al sud. De nord a sud les pistes són:
Les pistes 8R/26L i 9L/27R s'utilitzen per a les sortides, ja que són les més properes a les terminals de camp mitjà; això redueix la quantitat de combustible necessària per rodar a la pista. La pista 10/28 s'assigna a arribades o sortides, depenent de les operacions d'aeròdrom assignades.

### Terminal

Diagrama de la FAA de l'aeroport.

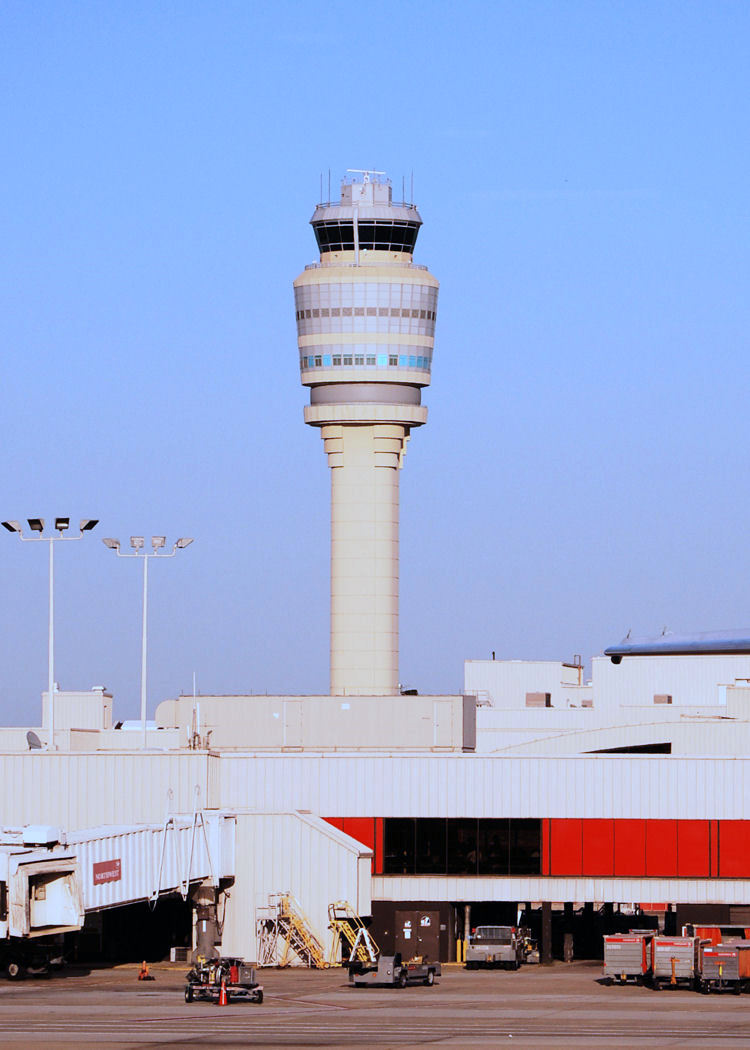
Torre de control del tràfic aeri de l'aeroport.

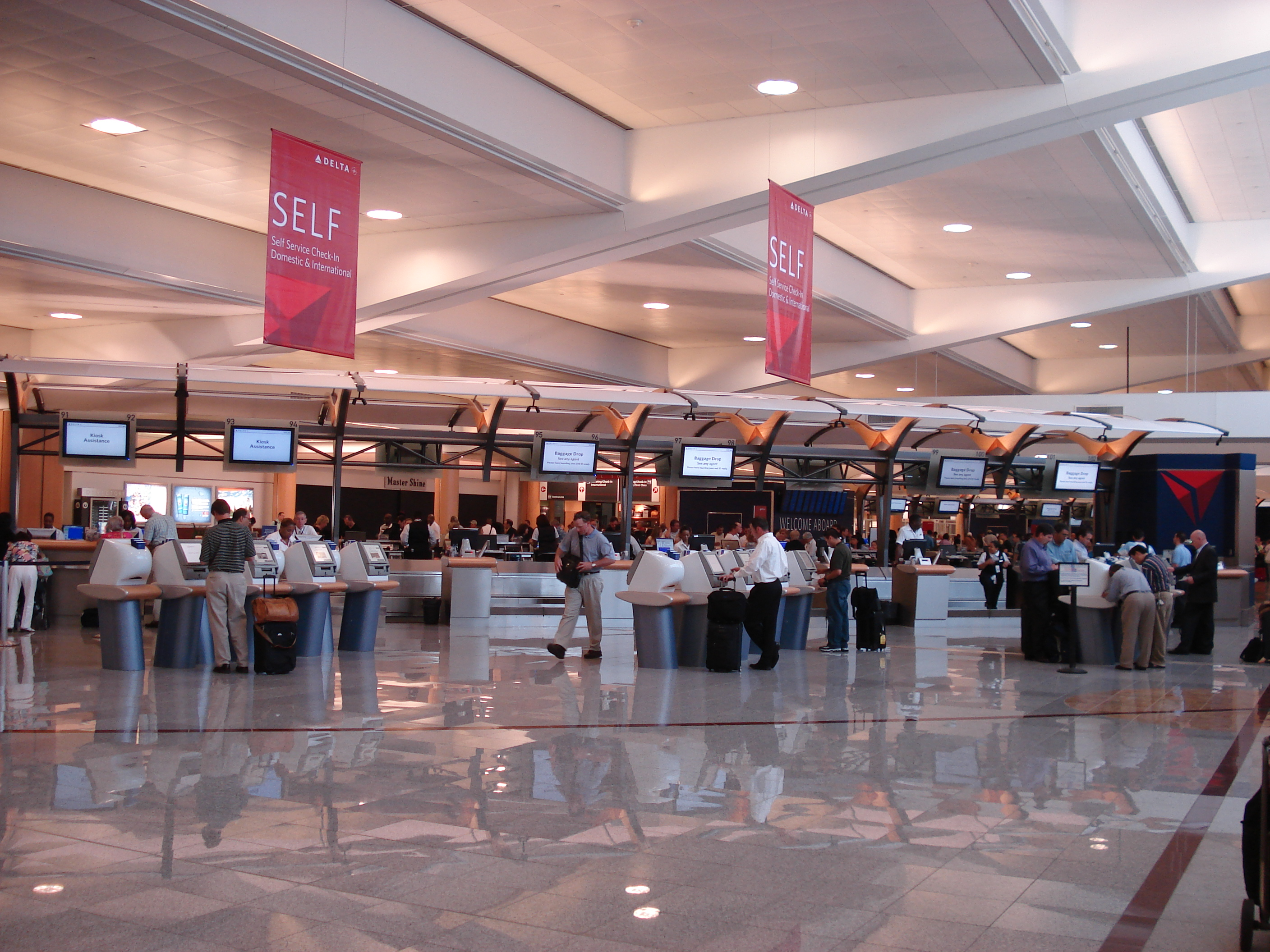
Una línia de documentació automatitzada amb personal de Delta, la principal aerolínia d'Atlanta.

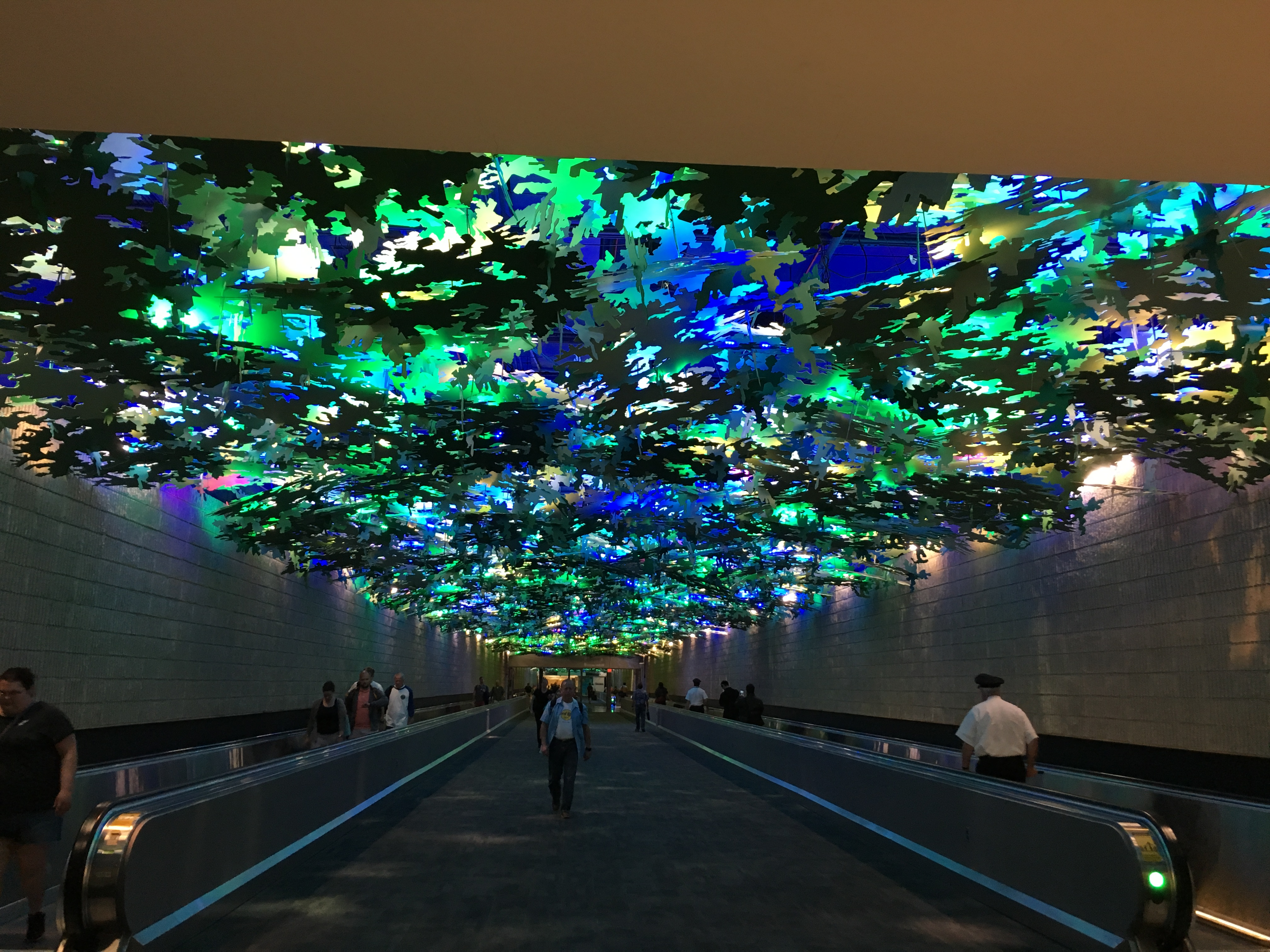
Un passadís que connecta la Sala B amb la Sala A en l'Aeroport Internacional Hartsfield-Jackson.

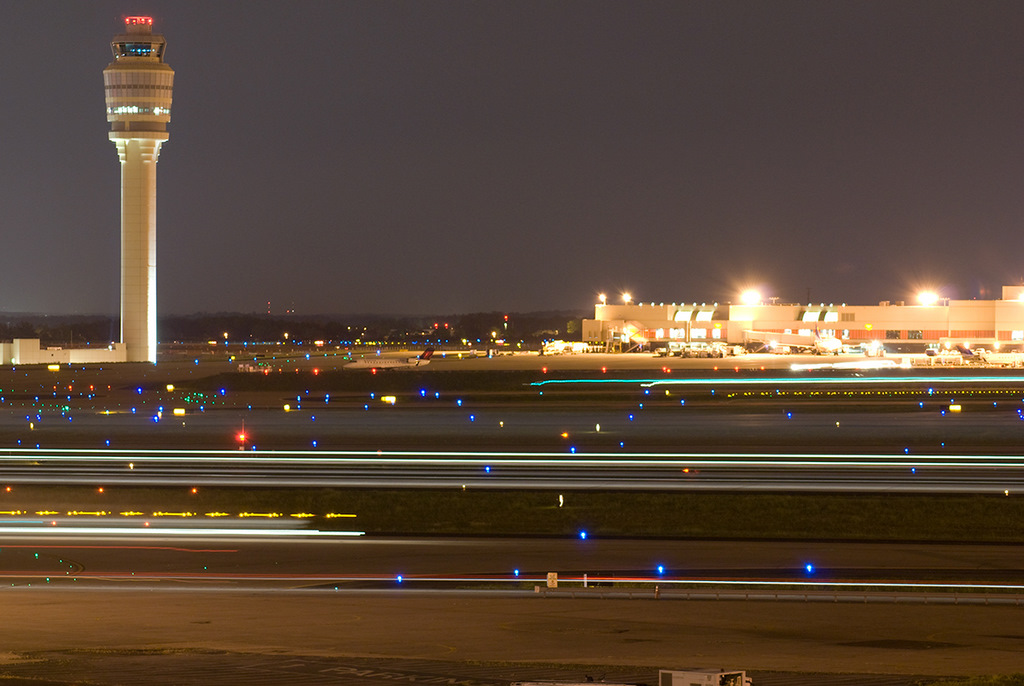
Una vista de la Sala E Internacional i la torre de control en la nit.

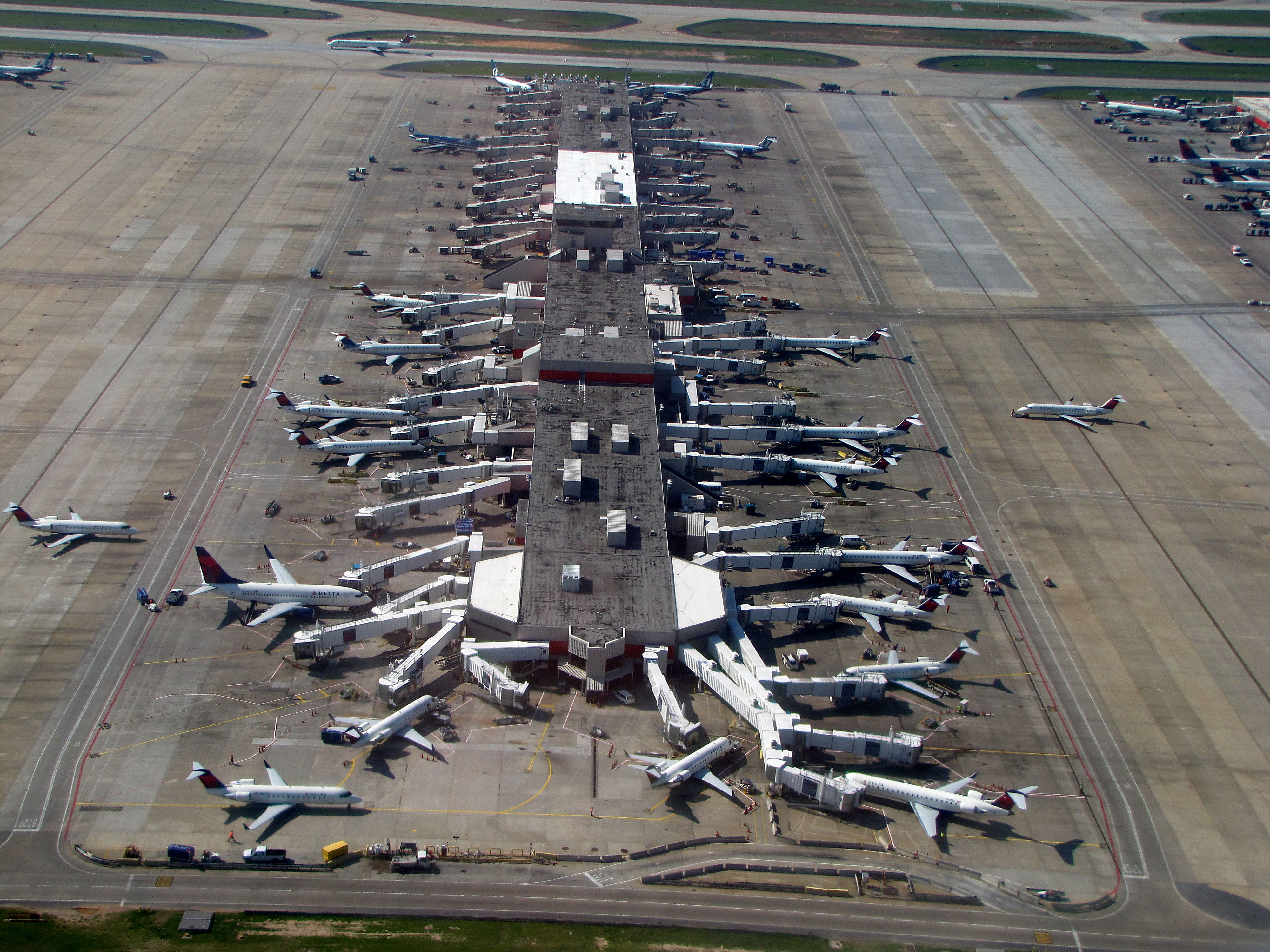
Vista aèria de la Sala C.

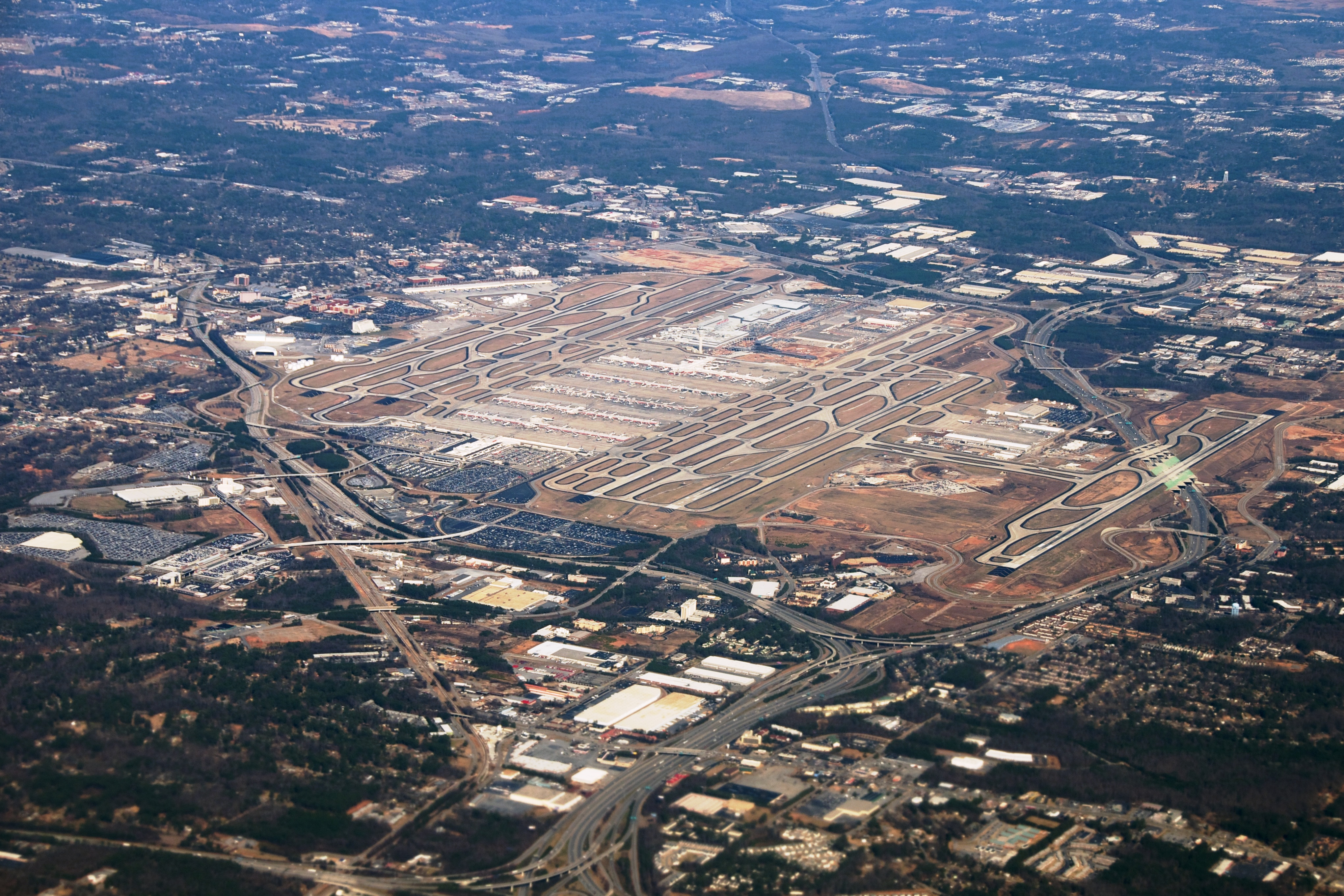
Vista aèria de l'aeroport.

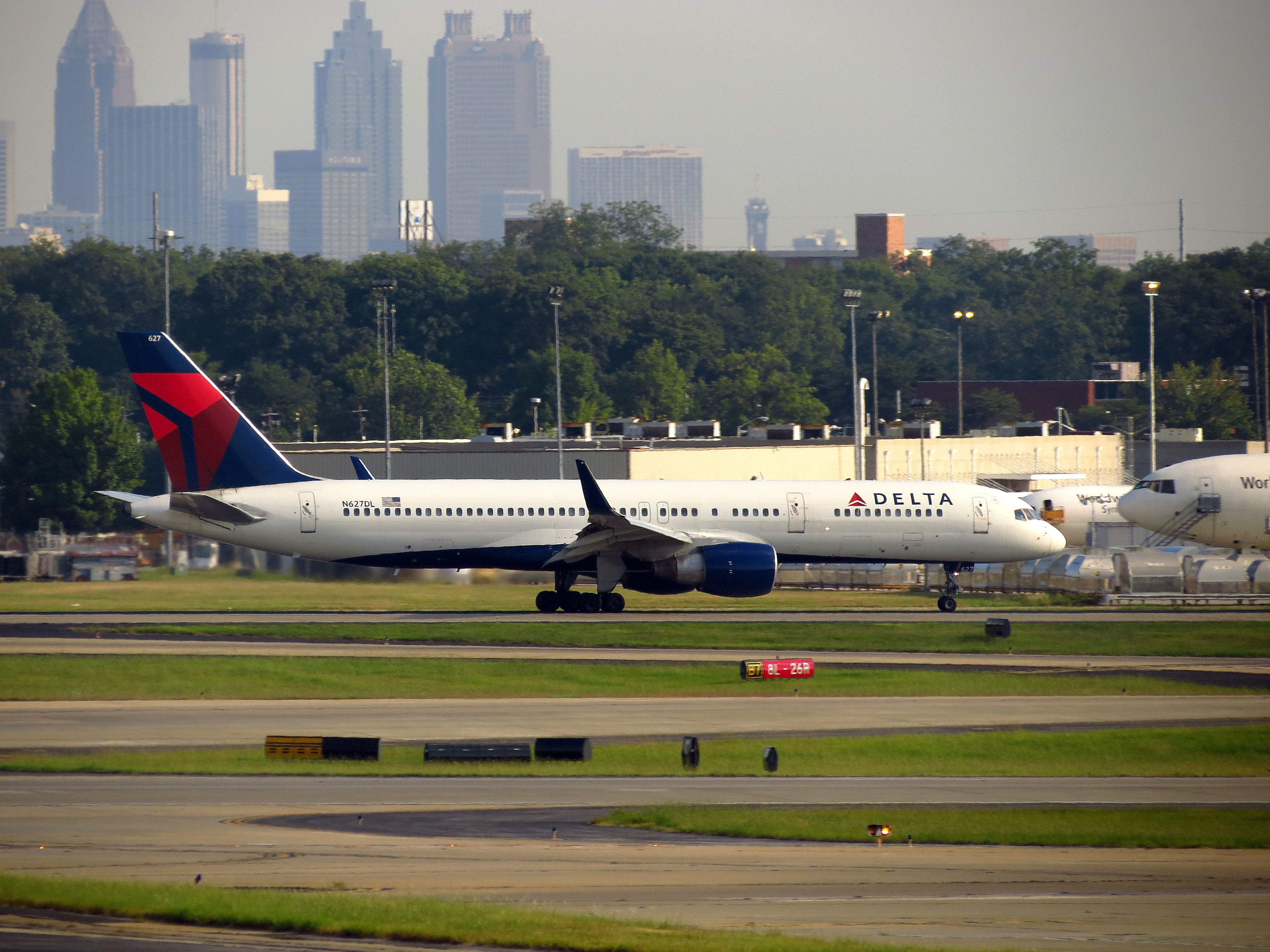
Un Boeing 757-200 de Delta amb l'horitzó d'Atlanta al fons.

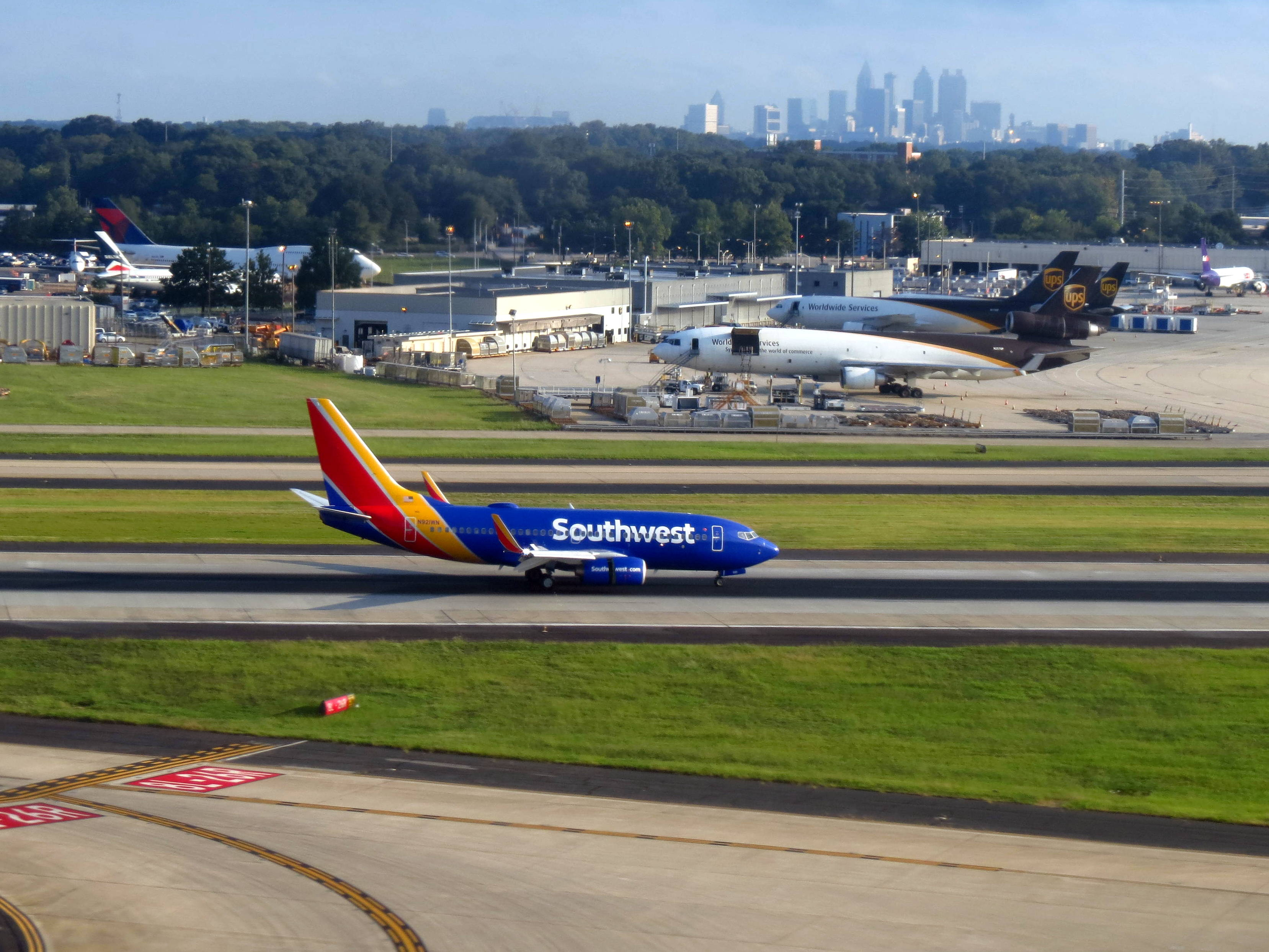
Un Boeing 737-700 de Southwest Airlines arribant a la Pista 8I.

L'Aeroport Internacional Hartsfield-Jackson té un espai de terminal i vestíbul que totalitza 630.000 m². Hi ha dues terminals, la Terminal Domèstica i la Terminal Internacional Maynard H. Jackson Jr., on els passatgers documenten i reclamen maletes.
La Terminal Domèstica està en el costat oest de l'aeroport. Està dividida en dos costats: Terminal Sud i Terminal Nord, per a l'emissió de bitllets, la documentació i el reclam d'equipatge. Delta és l'únic inquilí de Terminal Sud, mentre que totes les altres aerolínies nacionals es troben en la Terminal Nord. La part de l'edifici entre la Terminal Nord i la Terminal Sud inclou l'Atrium, que és una gran àrea de seients oberts amb concessionaris, un banc, sales de conferències, una capella interreligiosa i oficines en els pisos superiors amb el punt de control de seguretat principal, el Centre de Transport Terrestre i una estació del MARTA en altres nivells.
Els vols internacionals arriben i surten de la terminal internacional, ja sigui de la Sala E o F, situada en el costat est de l'aeroport. La Sala F i la nova terminal internacional es van obrir el 16 de maig de 2012, mentre que la Sala I es va obrir al setembre de 1994, en previsió dels Jocs Olímpics d'Estiu de 1996. Els vols internacionals amb predespacho de duana poden arribar a les sales T i A-D. Els vols internacionals també poden partir de les sales T i A-D, com quan no hi ha espai disponible a les sales E o F, o quan un avió arriba com un vol nacional i continua com un vol internacional. A més, tots els vols internacionals prèviament autoritzats, independentment del seu origen, recolliran el seu equipatge en la terminal internacional.
Les 195 portes estan situades en set sales entre les terminals nacional i internacional. La Sala T està connectada a la Terminal Domèstica. Les sis sales restants d'oest a est són les sales A, B, C, D, E i F. Les Sales A-D i T s'usen per a vols nacionals, mentre que les Sales E i F s'usen per a vols internacionals i alguns vols nacionals quan les portes en T o A-D no estan disponibles, o quan un avió arriba com un vol internacional i continua com un vol domèstic. La Sala F està connectada directament amb la terminal internacional, mentre que la Sala I té una passarel·la designada per a la terminal internacional i també té la seva pròpia estació d'inspecció federal per connectar als passatgers. Delta Air Lines té portes i salons Sky Club en totes les sales. American Airlines i United Airlines tenen un Admiral's Club i un United Club respectivament en la Sala T.
- Sala T compta amb 17 portes
- Sala A compta amb 29 portes
- Sala B compta amb 32 portes
- Sala C compta amb 34 portes
- Sala D compta amb 40 portes
- Sala E compta amb 28 portes
- Sala F compta amb 15 portes

Quan l'actual terminal de passatgers es va obrir en 1980, consistia solament en la terminal domèstica, la meitat nord de la Sala T (que albergava vols internacionals) i les Sales A-D. La Sala I va obrir en 1994 per a vols internacionals a temps pels Jocs Olímpics d'Estiu de 1996, que es van celebrar a Atlanta. Una vegada que es va obrir la Sala E, la Sala T es va convertir en ús domèstic i l'antiga sala de duanes es va convertir en una àrea de reclam d'equipatge dedicada per American Airlines. La Sala F i la Terminal Internacional es van obrir en 2012.
Les terminals i les sales estan connectats pel Transportation Mall, un túnel per als vianants amb una sèrie de passarel·les mòbils, i The Plane Train, un transport hectomètric de persones. El Plane Train té estacions al llarg del Transportation Mall en la Terminal Domèstica (que també serveix a la Sala T), en cadascuna de les altres sis sales (inclosa la Sala F que està connectada a la Terminal Internacional), i a l'àrea de reclam d'equipatge nacional. El Plane Train és el sistema automatitzat més actiu del món, amb més de 64 milions de passatgers en 2002.
Va haver-hi un temps en què hi havia una segona passarel·la subterrània entre les Sales B i C que connectava els extrems nord de les dues sales i feia possible la transferència sense tornar al centre de la sala. Això va ser construït per a Eastern Air Lines, que ocupava aquestes dues terminals. Aquesta passarel·la ara està tancada, i la seva entrada en la Sala B ha estat reemplaçada per un banc de monitors d'arribada/sortida.

### Transport terrestre
S'accedeix a la terminal domèstica directament des de la Interestatal 85 en la sortida 72. S'accedeix a la terminal internacional directament des de la Interestatal 75 en la sortida 239. Aquestes autopistes al seu torn es connecten amb les següents autopistes addicionals dins de 10 milles: Interestatal 285, Interestatal 675, Geòrgia State Route 166 i Interestatal 20.
Hartsfield-Jackson té la seva pròpia estació de tren en el sistema de trànsit ràpid de la ciutat, MARTA. L'estació aèria es troba dins de l'edifici principal, entre les terminals domèstiques nord i sud en l'extrem oest. L'estació de l'aeroport és actualment l'estació més meridional del sistema MARTA, encara que s'ha discutit l'expansió per metre o ferrocarril de rodalies més al sud en el comtat de Clayton.
El centre de lloguer d'automòbils de Hartsfield-Jackson, que va obrir el 8 de desembre de 2009, alberga a les deu agències de lloguer d'aeroports amb capacitat per a companyies addicionals. El complex compta amb 9.900 espais d'estacionament dividits entre dues plataformes d'estacionament de quatre pisos que juntes cobreixen 260.000 m², un centre de servei al client de 12.700 m² i un centre de manteniment amb 140 bombes de gas i 30 badies de rentat equipades amb un sistema de recuperació d'aigua. Un transport hectométrico, l'ATL SkyTrain, corre entre el centre de lloguer d'automòbils, la Terminal Domèstica i el Centre Gateway del Centre Internacional de Convencions de Geòrgia, mentre que una carretera de quatre carrils que s'estén per la Interestatal 85 connecta el centre de lloguer d'automòbils amb la xarxa viària existent de l'aeroport.

### Altres instal·lacions
L'hangar 990 Toffie Terrace, una part de l'Aeroport Hartsfield-Jackson, i situat dins dels límits corporatius de la Ciutat de College Park, és propietat de la Ciutat d'Atlanta. L'edifici ara alberga la Unitat d'Helicòpters del Departament de Policia d'Atlanta. Un cop va servir com la seu de l'aerolínia regional ExpressJet.
Abans de la fusió, Atlantic Southeast Airlines tenia la seva seu en l'hangar i després es va anomenar A-Tech Center. Al desembre de 2007, l'aerolínia va anunciar que traslladaria la seva seu a les instal·lacions, anteriorment cridades "Hangar del Nord". L'hangar de 18,900 m² (203,000 peus quadrats) inclou 9,300 m² (100,000 peus quadrats) de badies d'hangar per a manteniment d'aeronaus. Té 6.9 ha (17 acres) de terra adjacent i 1,400 espais d'estacionament per a empleats. L'aerolínia planejava traslladar a 100 empleats de Macon a la nova seu. L'Ajuntament d'Atlanta i l'alcaldessa d'Atlanta, Shirley Franklin, van aprovar el nou contracte d'arrendament de 25 anys d'ASA, que també li va donar a l'aerolínia un nou espai d'hangar per treballar en 15 a 25 avions en manteniment nocturn; anteriorment, els seus avions rebien servei a la Sala C. La divisió de propietats de l'aeroport va declarar que l'hangar va ser construït en la dècada de 1960 i renovat en la dècada de 1970. Eastern Air Lines i Delta Air Lines havien ocupat prèviament l'hangar. El contracte d'arrendament de Delta originalment estava programat per expirar en 2010, però l'aerolínia va retornar el contracte d'arrendament a la Ciutat d'Atlanta en 2005 com a part del seu acord de fallida. La ciutat va recaptar un acord d'assegurança de gairebé $900.000 dòlars com a resultat de la cancel·lació.

## Terminals i les seves aerolínies

### Sala T
- Air Wisconsin dba United Express
- American Airlines
- Chautauqua Airlines dba American Connection
- Delta Air Lines
- United Airlines

### Sala A
- Delta Air Lines

### Sala B
- Delta Air Lines
- Hooters Air

### Sala C
- AirTran Airways
- Atlantic Southeast Airlines dba Delta Connection (ASA)
- Comair dba Delta Connection

### Sala D
- Air Canada Jazz
- America West
- Continental Airlines
- Continental Express
- Corporate
- Delta Air Lines
- Frontier
- Mesaba Airlines dba Northwest Airlink
- Midwest Airlines
- Northwest Airlines
- US Airways

### Sala internacional E
- Aeroméxico
- Air France
- Air Jamaica
- British Airways
- Delta Air Lines
- Korean Air
- Lufthansa
- South African Airways